# Jasan pensylvánský
Jasan pensylvánský (Fraxinus pennsylvanica) je dvoudomý listnatý strom, dorůstající výšek 15-25 m. Letorosty jsou většinou i v dospělosti pýřité, pupeny jsou rezavé až hnědé. Listy jsou lichozpeřené, se 3-4 jařmy. Svrchní strana listu je za čerstva nápadně lesklá. Plodem je křídlatá nažka s vytrvalým kalichem.

## Rozšíření
Jasan pensylvánský pochází z východní části Severní Ameriky. V České republice byl v minulosti vysazován v parcích a arboretech a místy i do volné přírody. Zvláště v nížinách Moravy se jasan pensylvánský samovolně šíří a jedná se místy o invazní druh.

## Synonyma
- Fraxinus lanceolata Borkh.